# Бєлоусов Євген Вікторович
Євген Вікторович Бєлоусов (нар. 10 вересня 1964, х. Жихар, Харківський район, Харківська область, Українська РСР, СРСР — пом. 2 червня 1997, Москва, Росія), більш відомий як Женя Бєлоусов, — радянський і російський поп-співак, популярний в СРСР та Росії наприкінці 1980-х — початку 1990-х років, автор деяких своїх пісень.
Найбільш відомі пісні у його виконанні: «Девочка моя синеглазая», «Ночное такси», «Алёшка», «Девчонка-девчоночка», «Вечерок-вечерочек», «Облако волос», «Золотые купола», «Короткое лето», «Дуня-Дуняша», «Вечером на лавочке».

## Життєпис
Євген Бєлоусов народився 10 вересня 1964 року в селі Жихар Харківської області народилися брати близнюки Євген Вікторович Бєлоусов та Олександр Вікторович Бєлоусов.
Родина Бєлоусових переїхала до Курська, коли Євгену та його брату-близнюку Саші було близько двох місяців. Навчався в математичній школі № 6, до цього три роки в школі № 44.
У 10 років Женю збила машина, він вдарився об асфальт, після цього все життя страждав від головних болів.
Він хотів бути артистом, відвідував музичну школу по класу баяна, грав у шкільному ансамблі.
У школі хуліганив і вчився погано.
Закінчив професійно-технічне училище № 1 за спеціальністю «слюсар-ремонтник».
|  | «Женька навчався в школі, а я в ПТУ, - розповідав його друг Ігор Міхель. - Ми вже були схиблені на музиці, але нормальних інструментів не було. Тут я дізнаюся, що училище закупило сучасну апаратуру, якої в місті більше ніде не було. Природно, запропонував Женьці покинути школу і піти навчатися сюди, щоб нормально грати. За музичну діяльність (участь у всіляких оглядах), нам прощалося багато. Перший час ще добре вчилися, навіть в олімпіадах з фізики та хімії брали участь. Потім зрозуміли, що бути відмінниками не модно, і навчання відішло на другий план. Звичайно, багато проблем через нас було у керівництва училища. Якось на змаганнях між курськими ПТУ наше училище йшло в лідерах, поки не прийшов час виступати нам. Замість схваленої КПРС пісні затягнули заборонений тоді «Поворот» «Машини часу». Пам'ятаю, Володимир Рижков, зараз заступник директора, вибіг на сцену і зі словами: «Що ж ви робите, паразити?» Висмикнув шнур з розетки. Після цього училище скотилося на останнє місце - років зо три нам пригадували цю витівку». |

Євген Бєлоусов навчався в Курському музичному училищі по класу бас-гітари. В армії не служив (звільнений за станом здоров'я, через перенесений в шкільному віці важкий струс мозку після наїзду автомобіля).
У 1984 році грав в одному з курських ресторанів, де його помітив керівник популярного ансамблю «Інтеграл» Барі Алібасов і покликав його працювати бас-гітаристом і вокалістом до свого ансамблю і Женя їде до Москви.
З 1987 по 1997 роки — сольна кар'єра.
У липні 1987 року він брав участь у телепередачі «Ранкова пошта» з піснею Сергія Шустицького «Дальние материки», а потім у новорічній передачі «Ширше коло» з піснею Стальмакова «Звезды коснись» у складі групи «Інтеграл».
|  | Любов Воропаєва: - Нас познайомила відома в радянські часи редакторка передачі «Ранкова пошта» Марта Могилевська. В Алушті, куди Марта приїхала знімати «Пошту», у них з Женею трапився дуже бурхливий роман. Ми з Мартою були приятельками, жили недалеко одна від одної. І якось вона мені зателефонувала і каже: «Є молодий співак, який зараз працює у Барі Алібасова в «інтегралів», але мріє познайомитися з вами». Одного вечора Марта його до нас привела. Хлопчик з ходу почав просити, щоб чоловік щось для нього написав. Мені він не сподобався, здався зарозумілим, солоденьким... І коли вони з Мартою пішли, Дорохін мене прямо запитав: «Як тобі хлопець?». Ну, я чесно сказала: «Ніяк». «А я з цього хлопця зроблю зірку!» - відповів мені Дорохін. - давай відмовляти: мовляв, яку зірку, ми ж з Катею Семеновою працюємо. Але нічого не подіяло, переконувати його було марно, Вітя стояв на своєму, так ми й почали співпрацювати |

.
У 1988 році сольно з піснею «Алушта».
25 вересня 1988 року був знятий відеокліп на пісню «Девочка моя синеглазая». Кліп на наступну пісню «Ночное такси» був відзнятий, але в урізаному вигляді був показаний лише 8 березня в програмі у Алли Пугачової.
1 січня 1989 року Бєлоусов одружився зі співачкою Наталією Ветлицькою. Шлюб тривав дев'ять днів. Згодом його дружиною стала Олена Худик, з якою він був знайомий з дитинства; дочка Христина народилася у Євгена та Олени Худик ще до укладення шлюбу з Ветлицькою.
До 1991 року продюсерами Бєлоусова були подружжя поетеса Любов Воропаєва та композитор Віктор Дорохін. За три роки вони написали лише сім пісень.
Наприкінці 1991 року Женя Бєлоусов перейшов працювати до композитора Ігоря Матвієнка, який став його продюсером. Композиція «Девчонка-девчоночка», що з'явилась у 1991 році повторила успіх пісні «Девочка моя синеглазая».
У 1992 році в Москві на Малій спортивній арені Лужників з аншлагами пройшли 14 сольних концертів Бєлоусова, які організував Юрій Айзеншпіс. У 1993 році вийшов альбом «Девчонка-девчоночка» (поет Олександр Шаганов, композитор Ігор Матвієнко).
Починаючи з 1993 року Бєлоусов зайнявся горілчаним бізнесом (вкладення у Рязанський лікеро-горілчаний завод), його гастрольна активність і популярність стали знижуватися. Однак і в бізнесі незабаром виникли проблеми. Його звинуватили у податкових махінаціях.
У 1996 році співак знову випускає альбом «И опять о любви», але той залишається не поміченим слухачами. Тепер Бєлоусов працював з різними авторами, основним з яких став В. Башенєв.
У лютому 1997 році Женя Бєлоусов дав останнє велике інтерв'ю програмі «Підйом з переворотом», а потім відбулося останній телевізійний виступ у програмі дог-шоу «Я і моя собака».

### Смерть
В цей же час у Бєлоусова почалися серйозні проблеми зі здоров'ям. Наприкінці березня 1997 року він потрапив до інституту Скліфосовського з нападом гострого панкреатиту. Далася взнаки травма голови, отримана в дитинстві, в результаті чого стався інсульт.
Наприкінці квітня 1997 року в інституті Скліфосовського Бєлоусову була проведена операція на головному мозку через інсульт. Він прожив ще близько місяця і помер в інституті в ніч з 1 на 2 червня 1997 року.
Похований на Кунцевському кладовищі в Москві. Олександр Любимов та Іван Демидов допомогли родичам Бєлоусова поставити пам'ятник.

### Родина
- Мати — Нонна Павлівна Бєлоусова (1937 — 6 вересня 2014; Курськ)[19].
- Батько — Віктор Іванович Бєлоусов, військовий (помер у травні 2006 року[6]).
  - Брат-близнюк — Бєлоусов Олександр Вікторович (нар.. 10 вересня 1964), музикант, учасник групи «Червоний світанок», пізніше барабанщик у Тетяни Овсієнко, потім виступав у курських ресторанах і клубах[5];
    - Племінник — Бєлоусов Євген Олександрович (нар.. 31 серпня 2000)[20][21]

  - Сестра — Марина Вікторівна Чередниченко (нар.. 1962)[20][22], бухгалтер, касир[4].

#### Особисте життя
|  | Женя ніколи не приховував: жінки в його житті стали грати чи не головну роль з 14 років. Саме у цьому віці він вперше пізнав таємницю дорослого кохання. Першою жінкою Бєлоусова стала вожата в піонерському таборі. З тих пір красуні з'являлися в його житті регулярно. Разом з друзями вони жартували: «Якщо з жінкою ні - значить, день прожитий дарма» |

- Могилевська Марта (Марина) Юріївна (фактичний шлюб), музичний редактор і телепродюсер; прожили разом близько року;[23]
- Наталія Ветлицька співачка (нар.. 17 серпня 1964), шлюб тривав десять днів — з 1 по 10 січня 1989 р. ;
- Олена Худик (Бєлоусова), провізор, розлучилися за кілька років до смерті Бєлоусова.
  - Дочка Христина Євгенівна Бєлоусова (1987) — психолог за фахом, працює перекладачкою[4][24];
- Оксана Шидловська (фактичний шлюб), саксофоністка його гурту[25] і головбух його фірми.
  - Син Роман Євгенович Бєлоусов (1992) — зварник[24];
- Олена Савіна (фактичний шлюб в останні три з половиною роки), стала співачкою Оленою Бєлоусовою.

## Пам'ять
- 2 червня 2006 року в Курську в ПТУ № 1 (нині професійний ліцей), в якому навчався Бєлоусов, відкрився музей, присвячений його життю[26].
- У 2006 році Перший канал випустив фільм «Коротке літо Жені Бєлоусова», що розповідає про життя, творчість і причини відходу співака з життя.
- Життю та творчості Євгена Бєлоусова була присвячена одна з програм «Сьогодні ввечері» Першого каналу (ефір 24 червня 2017 року).
- «Життя і смерть Жені Бєлоусова». Фільм Вадима Такменєва (НТВ)

## Дискографія
- 1989 — «Девочка моя синеглазая. Песни В. Дорохина на вірші Л. Воропаєвої» (LP, «Мелодия», С60 28655-56):

```
 1. Девочка моя синеглазая;
 3. Алушта;
 7. Ночное такси.
```

- 1989 — «Кругозор 1989 № 12» (FD, «Мелодія», Г92 13118):

```
 10. Девочка моя синеглазая.
```

- 1990 — «Музыкальный телетайп—7» (LP, «Мелодія», С60 30264):

```
 5. Девочка моя синеглазая.
```

- 1992 — «Шлягер от Матвея. Песни Игоря Матвиенко» (LP, «Мелодія»/«RiTonis», R90 00950):

```
 7. Ты приходи;
 8. Девчонка-девчоночка;
 9. Алёшка.
```

Трек № 7 надалі перевиданий під назвою «Вечер-вечерочек» і має повну студійну тривалість в 5:27, але на звороті пластинки заявлений хронометраж — 4:45!
- 1994 — «Женя Бєлоусов '93» (MC, «I.S. Records»).
- 1994 (записи 1993 року) — «Девчонка-девчоночка» (CD, «APEX Records», AXCD 3-0003).[27]

Зустрічаються різні копії одного і того ж альбому, на яких трек № 9 «Вечорок-вечерочек» виданий у двох різних хронометражах: в 4:31, без першого куплета, і 5:27 — у повному варіанті! Крім того, у найменуваннях треків № 3 і № 9 явно є поліграфічні помилки: композиції заголовки «Девчонка-девчонка» та «Вечерок-вечерок» відповідно.
- 1994 — «Ночное такси» (CD, «APEX Records», AXCD 2-0024).[28]
- 1994 — «Лучшие песни» (CD, Non Label, SCN611C 00342).

Реліз має особливість: у треку № 8, виданому в обрізаному (4:31) варіанті без першого куплету!
- 1995 — «И опять о любви» (MC, «Прайд Рекордз», Pr. 95030):

```
 1. Подожди меня;
 2. Слёзы;
 3. Насмешница;
 4. Вот и всё;
 5. Самый красивый;
 6. Пусть все говорят;
 7. Клён;
 8. Как всегда;
 9. Опять о любви;
 10. Я с тобой.
```

Трек-ліст цього релізу значно відрізняється від матеріалу, виданого на CD роком пізніше!
- 1996 (записи 1995 року) — «И опять о любви» (CD, «Прайд Рекордз», Pr. CD 96006):[29]

```
 1. Подожди меня;
 2. Слёзы;
 3. Насмешница;
 4. Вот и всё;
 5. Просто я такой;
 6. Девочка маленькая;
 7. Клён;
 8. Будь что будет;
 9. Не говори пока;
 10. Ночь.
```

Трек-ліст цього релізу значно відрізняється від матеріалу, виданого на MC роком раніше! Так, з альбому виключена навіть композиція за авторством Валерія Башенєва на слова Євгена Бєлоусова, дала назву і самого альбому.
- 1999 — «Звёзды Российской Эстрады. Лучшие песни» (MC, «MAXI Records»).

Магнітоальбом копіює однойменний реліз 1994 року, але має відмінність у треку № 8, виданому в повному студійному варіанті (5:27).
- 2000 — «Лучшие хиты» (CD, «Gala Records»).

## Фільми про Бєлоусова
- 1990 — «Наша людина в Сан-Ремо»
- 2006 — «Коротке літо Жені Бєлоусова» (Перший канал).
- 2008 — «Таємні знаки. Женя Бєлоусов. Немає права дорослішати» (ТВ3, «Студія 4»).
- 2009 — «Суперстар представляє — Женя Бєлоусов. Повернення зоряного хлопчика» (НТВ).
- 2012 — Женя Бєлоусов. Все на світі за любов (ТОВ «Лідер ТВ», Росія)
- 2012 — «Воин.сом»
- 2015 — «Женя Бєлоусов. Він не любить тебе ніскілечки…» (Перший канал)